# Драгунски корпус
Драгунския корпус е българско военно формирование съществувало в периода (1881 – 1883).

## История
На 26 юли 1881 г. жандармерията преминава към Министерството на войната и се формира Жандармерийския корпус. На 3 юли 1883 г. е разформиран и на негово място с указ № 73 от същата дата се формира Драгунския корпус със задачата да поддържа реда в източната част на Княжество България. Замисълът на военния министър е да се създаде кавалерийска част, която да извършва и полицейска служба.
Драгунския корпус е разформиран с указ № 756 от 17 септември 1883 г., считано от 1 октомври 1883 г., като материалното имущество, облекло, снаряжение и въоръжение се предават на Министерството на вътрешните работи, а една по-малка част, заедно с двете отделни конни сотни съгласно указ № 178 формират 2-ри конен полк.

## Наименования
През годините формированието носи различни имена според претърпените реорганизации:
- Жандармерийски корпус (26 юли 1881 – 3 юли 1882 г.)
- Драгунски корпус (3 юли 1882 – 1 октомври 1883 г.)